# Paruroctonus williamsi
Espèce
Paruroctonus williamsi est une espèce de scorpions de la famille des Vaejovidae.

## Distribution
Cette espèce est endémique du Texas aux États-Unis. Elle se rencontre dans le comté de Brewster dans le parc national de Big Bend.

## Description
Le mâle holotype mesure 33,79 mm et la femelle paratype 33,46 mm. Paruroctonus williamsi mesure de 30 à 40 mm.

## Étymologie
Cette espèce est nommée en l'honneur de Stanley C. Williams.

## Publication originale
- Sissom & Francke, 1981 : « Scorpions of the genus Paruroctonus from New Mexico and Texas (Scorpiones, Vaejovidae). » The Journal of Arachnology, vol. 9, no 1, p. 93-108 (texte intégral).